# Belli e brutti ridono tutti
Belli e brutti ridono tutti è un film commedia a episodi italiano del 1979, diretto da Domenico Paolella.

## Episodi

### L'amore è cieco
Per vendicarsi del capo che l'ha licenziato, dopo averlo sorpreso ad amoreggiare con la sua segretaria nello sgabuzzino delle pulizie, Ernesto Rossi, fingendosi cieco, ne seduce la moglie durante un viaggio in treno; al mattino, però, scopre di essere stato da lei derubato della liquidazione.

### Il pane sicuro
Il ricco industriale Santucci, voglioso d'avere un'avventura con la bella donna delle pulizie Margherita, finirebbe per essere ricattato dal marito della giovane e dai suoi parenti, se la loro cialtronaggine non mandasse tutto a monte.

### Un bisogno urgente
Il dirigente aziendale Franco Pennacchi sofferente di stitichezza, stimolato da uno yogurt datogli dalla moglie a colazione, vive momenti di grande imbarazzo in auto col suo presidente, all'aeroporto, durante un funerale, a casa dell'amante e, alla fine, in ascensore prima di entrare in casa.

### L'erede
Il testamento del conte Adolfo III mette una contro l'altro la vedova Ada, che deve avere un figlio per entrare in possesso dell'enorme patrimonio del defunto, e il parroco Don Enzo, bisognoso d'incassare un assegno di 300 milioni: l'unica soluzione sarà concepire insieme il bambino.